# Dugena
 (septembre 2012).
Si vous disposez d'ouvrages ou d'articles de référence ou si vous connaissez des sites web de qualité traitant du thème abordé ici, merci de compléter l'article en donnant les références utiles à sa vérifiabilité et en les liant à la section « Notes et références ».
 (septembre 2013).
Dugena est une marque horlogère  allemande.

## Naissance

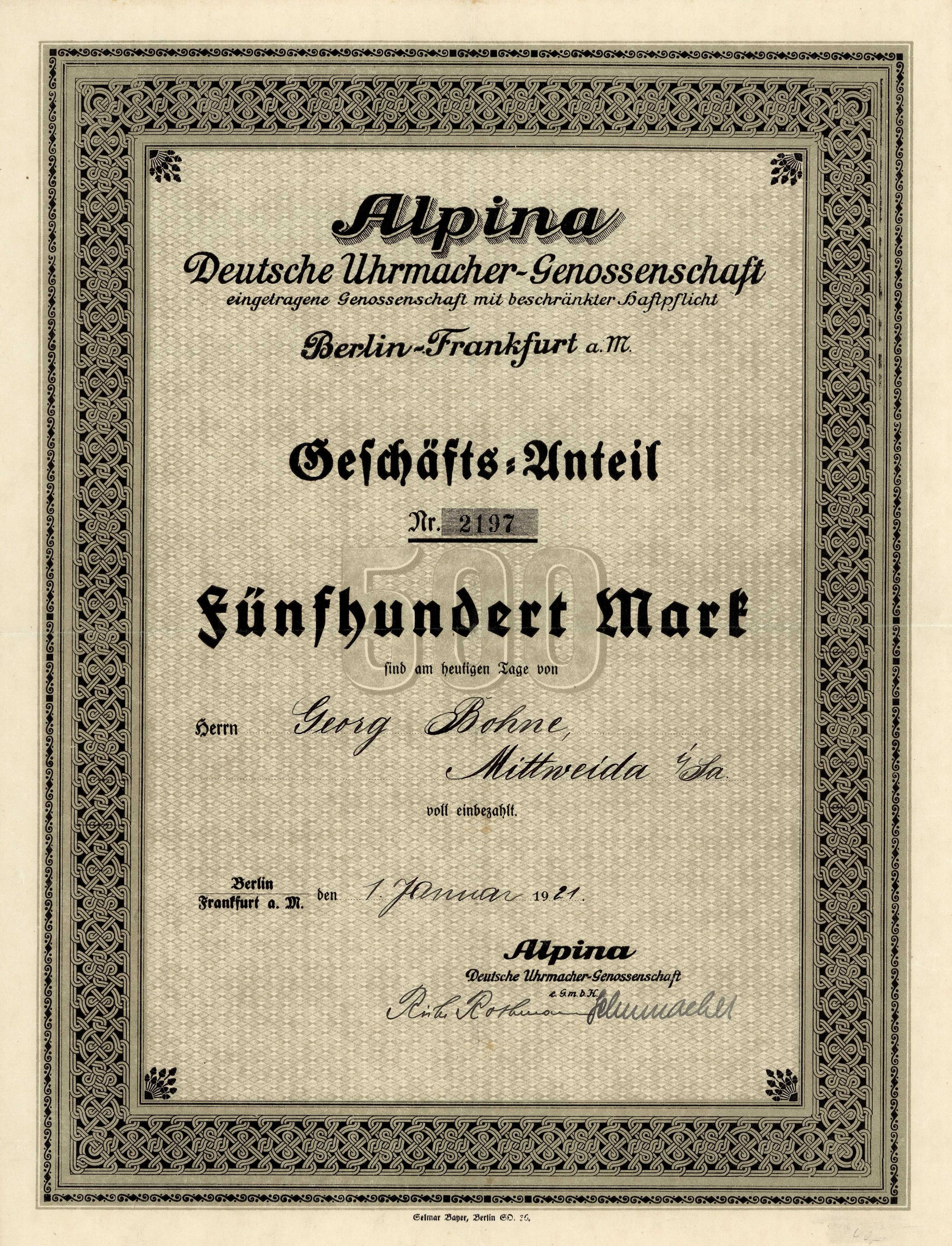
Part sociale de de Deutsche Uhrmacher-Genossenschaft Alpina en date du 1 janvier 1921

Dugena est une marque horlogère allemande. C'est l'abréviation de Deutsche Uhrmacher-Genossenschaft Alpina (Coopérative Horlogère Allemande Alpina) créée en 1917 à Eisenach en Allemagne par Wilhelm Ulrich et les frères Emil et Richard Rothmannen, tous expérimentés horlogers et marchands de montres et membres de l'agence générale allemande de l'« Union suisse de l'horlogerie ». Dans les années 1920, Dugena élargit continuellement sa gamme. Au départ, c'est une coopérative dont le but est la distribution de montres de qualité au travers d'un réseau de revendeurs sélectionnés en Allemagne. En 1927, la société déménage à Berlin et jouit d'une très bonne réputation en Allemagne avec des modèles robustes au design élégant.

## L'après-guerre
Après la Seconde Guerre mondiale, la société se retrouve à Berlin Est en République démocratique allemande, et en 1948, Willi Temple décide de déménager à Darmstadt car il devient très difficile de travailler à Berlin Est. Les premiers modèles à être connaître un large popularité sont la «Festa» et «Trésor», en raison de leur très bon rapport qualité-prix. Plus tard, un entrepreneur allemand : Hans-Joerg Seeberger rachète la célèbre enseigne allemande. Dugena compte jusqu'à 2000 magasins en 1973 et produit massivement des montres de bonne qualité.

## Aujourd'hui
Après la crise pétrolière des années 1970, Dugena est d'abord devenue une filiale de Christ Uhren und Schmuck GmbH, puis elle a fusionné avec Egana Deutschland GmbH. Mais Dugena a continué à être exploitée en tant que marque indépendante.
Après l'insolvabilité et la dissolution d'Egana Deutschland GmbH en 2009, Dugena a été reprise par un groupe d'investisseurs privés, à l'initiative de l'ancien propriétaire de Glashütte Original, Heinz W. Pfeifer. Ils ont organisé leurs activités horlogères au sein de Nova Tempora et assurent depuis lors la pérennité de la marque, avec des nouvelles gammes de montres de qualité.
La marque vend aujourd'hui une grande variété de modèles souvent au style disparate. En 2017, la marque réédite le modèle Festa pour célébrer son centenaire. Certains modèles haut de gamme utilisent des matériaux comme le titane et sont équipés du mouvement automatique japonais Miyota. Après une large diffusion de modèles aux styles très disparates, la marque cherche aujourd'hui une nouvelle identité plus haut de gamme, avec un design plus homogène, plus contemporain et une personnalité mieux affirmée.